# Villanueva del Rebollar
Villanueva del Rebollar – gmina w Hiszpanii, w prowincji Palencia, w Kastylii i León, o powierzchni 16,56 km². W 2011 roku gmina liczyła 87 mieszkańców.